# Інститут перегляду історії
Інститут перегляду історії (англ. Institute for Historical Review) — американська організація, що займається переважно видавництвом літератури з історії XX століття. Заснований у 1978 році Дейвидом МакКальденом (також відомий як Льюїс Брендон) — колишнім членом Британського національного фронту, і Уіллісом Карто — головою «Вільного лобі», що нині припинило своє існування. Не є авторитетною в науковому світі організацією.

## Діяльність
Критиками вважається провідною організацією, що заперечує Голокост й антисемітського структурою, пов'язаною з неонацистами.
Організація регулярно проводить конференції, які відвідували Девід Ірвінг, Ернст Цюндель, Юрген Граф та інші  ревізіоністи Голокосту.
З 1980 по 1986, потім з 1987 по 2002 роки Інститут видавав власний щоквартальний історичний журнал Journal of Historical Review. З 2002 року Інститут став поширювати свої публікації на своєму сайті[недоступне посилання з червня 2019] і через e-mail.
Директором Інституту з 2000 року є Марк Вебер — історик, ревізіоніст.

## Процес Мермельштейн проти Інституту перегляду історії
Інститут перегляду історії запропонував винагороду 50.000 доларів тому, хто зможе довести, що євреїв умертвляли газами в Освенцімі. Колишній в'язень Освенціма Мел Мермельштейн представив нотаріально завірений документ, який засвідчував що його депортували в Освенцім і що він був свідком, як нацисти відправили його матір і двох сестер в газову камеру номер п'ять. ІПІ відмовився прийняти ці докази і платити винагороду і тому він порушив судовий позов проти Інституту, вимагаючи 17 мільйонів доларів. Він стверджував, що пропозиція про винагороду викликало у нього втрату сну, завдало шкоди його фірмі і є «наклепницьким запереченням встановлених фактів». Суд при розгляді справи прийняв затвердження Мермельштейна. Згідно з судовим рішенням, прийнятому в липні 1985 року, ІПІ виплатив Мермельштейну 90 тисяч доларів і опублікував лист з персональними вибаченнями.

## Напади
З моменту заснування в 1978 р. Інститут перегляду історії був провідним американським видавцем книг та інших матеріалів, що піддавали сумніву історію голокосту. З цієї причини його офіс у Південній Каліфорнії, так само як окремі службовці IHR невдовзі стали цілями кампаній систематичних переслідувань, виявами останніх були обстріл з автомобіля, три акти кидання запалювальних бомб, пошкодження особистих автомобілів співробітників IHR, демонстрації протесту, організовані Лігою захисту євреїв (ЛЗЄ) перед офісом IHR, численні телефонні погрози службовцям протягом робочого дня і вночі. Знущання досягли такої інтенсивності, що родина одного зі службовців ІІО була змушена виїхати.
Під час демонстрації перед офісом ІІО 19 березня 1981 року Мордехай Леві й інші члени ЛЗЄ напали на автомобіль агента власника будинку офісу, що приїхав упевнитися в безпеці. Викрикуючи погрози, Леві розбив переднє скло автомобіля, коли той виїжджав.
Рано-вранці 25 червня 1981 р. була перша атака офісу ІІО запалювальною бомбою. На щастя, рідина подібна до «коктейлю Молотова», заподіяла тільки незначну шкоду. Чоловік, який заявив, що він представляє «єврейських захисників», зателефонувавши узяв відповідальність на себе.

## Медіа
- Mark Weber Institute For Historical Review (Part 1)
- Mark Weber Institute For Historical Review (Part 2)